# Gustaf Peter Treutiger
Gustaf Peter Treutiger, född 1718, död 1769, var borgmästare i Skänninge stad från 1753.

## Biografi
Gustaf Peter Treutiger var son till Carl Gustaf Treutiger och Märtha Magdalena Olofsdotter Unge. 1746 flyttade han till Linköping och arbetade där som ombudsman. 1747 var han landsfiskal. Han bosatte sig 1754 i Skänninge.

### Familj
Treutiger gifte sig 1746 med Hedvig Christina Kiernander (1727–1771), dotter till kyrkoherde Andreas Kjernander i Lofta församling och Maria Klingenberg. De fick tillsammans barnen Märta Magdalena (född 1746), Carl (född 1750), Hedwig (född 1752), Adolph (född 1753), Andreas Gustaf (född 1755) och Påhl (född 1758).